# Koumi (Nagano)
Koumi (小海町, Koumi-machi) est un bourg situé dans le district de Minamisaku (préfecture de Nagano), au Japon.

## Géographie

### Topographie
Les monts Nyū et Neishi se trouvent sur le territoire du bourg de Koumi.